# Anna Kozłowska (paleontolożka)
Anna Kozłowska (ur. 1958) – paleontolożka polska, specjalizująca się w badaniu graptolitów. W niektórych publikacjach używała nazwiska Anna Kozłowska-Dawidziuk.

## Dane biograficzne
W 1982 ukończyła studia geologiczne na Uniwersytecie Warszawskim. Jej dalsza kariera zawodowa związana jest z Instytutem Paleobiologii PAN, gdzie w 1993 uzyskała stopień doktora na podstawie rozprawy pt. Morfologia i klasyfikacja wenlockich i dolnoludlowskich retiolitów z wybranych profili wierceń NE Polski, a w 2005 – habilitację na podstawie rozprawy pt. Ewolucja sylurskich graptolitów z obszarów Bałtyckich, Polski i Kanady. W 2015 otrzymała tytuł profesora nauk o Ziemi.
Jej dziadkiem był paleontolog Roman Kozłowski.

## Osiągnięcia naukowe
W swoich badaniach zajmowała się przede wszystkim retiolitami (rodzina Retiolitidae Lapworth, 1873; graptolity o nietypowej budowie rabdozomu). Opisała liczne nowe rodzaje graptolitów, między innymi: Eisenackograptus Kozłowska-Dawidziuk, 1990 (pierwotnie jako podrodzaj); Plectodinemagraptus Kozłowska-Dawidziuk, 1995; Semiplectograptus Kozłowska-Dawidziuk, 1995; Cometograptus Kozłowska-Dawidziuk, 2001; Hoffmanigraptus Kozłowska, 2021. Jest współautorką trzeciego wydania tomu graptolitowego Treatise on Invertebrate Paleontology.

## Wybrane publikacje
- Silurian retiolitids of the East European Platform (1995)[10]
- Retiolity – tajemnicze planktoniczne zwierzęta sylurskich oceanów (1996)[11]
- Wydarzenie Cyrtograptus lundgreni a rozwój retiolitów (Graptolithina) na platformie wschodnioeuropejskiej (1999)[12]
- Evolution of retiolitid graptolites – a synopsis (2004)[13]
- Phyletic evolution and iterative speciation in the persistent Pristiograptus dubius lineage (Adam Urbanek, Sigitas Radzevičius, Anna Kozłowska & Lech Teller; 2012)[14]
- Retiolitine graptolites from the Aeronian and lower Telychian (Llandovery, Silurian) of Arctic Canada (M.J. Melchin, A.C. Lenz & A. Kozłowska, 2017)[15]
- Treatise on Invertebrate Paleontology, Part V (Second Revision): Hemichordata (Graptolithina) (J. Maletz [autor koordynujący], D. E. B. Bates, E. Beli, E. D. Brussa, C. B. Cameron, R. A. Cooper, P. Gonzalez, A. Kozłowska, A. C. Lenz, D. K. Loydell, S. Rigby, J. F. Riva, M. Steiner, B. A. Toro, A. H. M. VandenBerg, J. A. Zalasiewicz & Y. D. Zhang, 2023)[16]